# Форт Сент Џон
Форт Сент Џон (енгл. Fort St. John) је град у Канади у покрајини Британска Колумбија. Према резултатима пописа 2011. у граду је живело 18.609 становника.

## Становништво
Према резултатима пописа становништва из 2011. у граду је живело 18.609 становника, што је за 6,9% више у односу на попис из 2006. када је регистровано 17.402 житеља.
| 2006.  | 2011.  |
| ------ | ------ |
| 17.402 | 18.609 |